# Michael Fronius (kormányszéki tanácsos)
Michael Traugott Fronius (Brassó, 1727. október 31. – Halmágy, 1799. június 28.) erdélyi kormányszéki tanácsos, városbíró.

## Élete
Michael Fronius és Martha Seewald gyermeke volt. Gimnáziumi tanulmányait Brassóban végezte, 1745. március 29-től a jénai egyetem hallgatója volt; innét 1748. június 18-án  Halléba ment az egyetemre. 1749-ben visszatért szülővárosába, és 1750. január 28-án nőül vette Georg Rheter városi kapitány (Stadthahn) leányát, Martha Rhetert. Apósa, aki a latin nyelvben és az üzleti dolgokban járatos volt, maga mellé vette s a hivatalos dolgokban is tanáccsal szolgált neki. 1751-ben adópénztárnok, 1753-ban titkár, 1758-ban aljegyző, 1762. szeptember 20-tól városi jegyző, 1763. június 30-án a tanács tagja lett. 
Az 1770-es pestisjárvány kitörésekor az egészségügyi bizottságban a miklósvári székben és a fogarasi kerületben működött mint ülnök. 1772-ben gróf Auersperg kormányzó Nagyszebenbe küldte, ahol a szászmajorsági (alliodalis) számadások átvizsgálásával foglalkozott. 1778-ban brassói városkapitánynak választották. 1781-ben ismét a majorsági számadásokhoz rendelték. 1782-ben a nagyszebeni szász univerzitás gyűlésére küldték, ahonnan júniusban a városbíró megbetegedése miatt visszahívták, hogy azt helyettesítse. Mikor II. József császár 1783-ban Erdélyben utazott, brassói látogatásakor Fronius városbíró fogadta Feketehalomnál, és kísérte a városba. 
1786 márciusában erdélyi kormányszéki tanácsossá nevezték ki, azonban már 1787-ben, hivatalbeli súrlódások miatt, kénytelen volt a magánéletbe visszavonulni, ezután a néhány év előtt bérelt sárkányi állami jószágon gazdálkodott. 1790. április 23-án, a II. József által eltörölt régi szász kiváltságok visszaállításakor ismét városbírónak választották, és mint a brassói kerület követe részt vett az 1791. évi kolozsvári országgyűlésen, ahol különösen a Publico politicis küldöttségben tevékeny részt vett, és a szász nemzet érdekében működött. 1798-ban, az ellene támadt feljelentések és vizsgálatok következtében elkeseredve, lemondott városbírói hivataláról, és Halmágyra vonult vissza. Privigyei Ananiás evangélikus lelkész tartott felette gyászbeszédet, mely Nagyszebenben 1799-ben nyomtatásban is megjelent.

## Művei
- Instructio Comissariis Investigatoribus sive a Regio Gubernio, sive a praepositis suis Instantiis exmittendis pro Cynosura deservitura. Cibinii, 1786. (2. kiadás. Cibinii, 1827.)
- Ueber das ausschliessende Bürgerrecht der Sachsen in Siebenbürgen auf ihrem Grund und Boden. Von den Repräsentanten der Nation. Wien, 1792.

Kéziratban maradt művei, amelyeket unokája, Eduard Fronius rendezett két kötetbe; ezek a 19. század végén a brassói városi levéltárban voltak elhelyezve: 
- Eigene Verfassungen der k. freien Stadt Kronstadt, wie solche im Jahre 1782. angefangen und endlich im Jahre 1785. nachdem sie vollkommen ausgefertigt und von Magistrat und Communität bestätigt worden, hieher zur künftigen Wissenschaft und Darnachrichtung eingetragen worden sind. Nebst einem Anhang von Jurament-Formeln für alle, welche bei dieser Stadt in öffentlichen Diensten angestellt sind.
- Einige aus der Geschichte und Diplomatischen Urkunden gesammelte Materialien zur Beantwortung der Bittschrift der gesammelten walachischen Nation in Siebenbürgen um Aufnahme in die Concivilität der drei andern Nationen. Sammlung von Original-Schreiben siebenbürgischer Fürsten an die Kronstädter.